# Старая Ивановка (Самарская область)
Ста́рая Ива́новка — село в Кошкинском районе Самарской области России. Входит в состав сельского поселения Шпановка.
1879 г. – Основание села Старая Ивановка (отставные солдаты, крестьяне из Украины и Центральной России).

## География
Село находится в северной части Самарской области, в лесостепной зоне, на левом берегу реки Липовка, на расстоянии примерно 21 км (по прямой) к востоку-юго-востоку (ESE) от села Кошки, административного центра района.
Климат
Климат характеризуется как умеренно континентальный, с холодной малоснежной зимой и жарким сухим летом. Среднегодовая температура воздуха — 3,4 °С. Средняя температура воздуха самого тёплого месяца (июля) — 19,4 °C (абсолютный максимум — 42 °C); самого холодного (января) — −13 °C (абсолютный минимум — −47 °C). Среднегодовое количество атмосферных осадков составляет 498 мм, из которых 339 мм выпадает в период с апреля по октябрь. Снежный покров держится в течение 151 дня.
Часовой пояс
Село Старая Ивановка, как и вся Самарская область, находится в часовой зоне МСК+1. Смещение применяемого времени относительно UTC составляет +4:00.

## Население
| 2010 |
| ---- |
| 405  |

Половой состав
По данным Всероссийской переписи населения 2010 года, в гендерной структуре населения мужчины составляли 45,7 %, женщины — соответственно 54,3 %.
Национальный состав
Согласно результатам переписи 2002 года, в национальной структуре населения русские составляли 71 % из 433 чел.

## Известные уроженцы
- Виноградов, Геннадий Валентинович (1918—1998) — советский хозяйственный деятель, Герой Социалистического Труда.